# Cnismatocentrum sakhalinensis
Cnismatocentrum sakhalinensis är en armfotingsart som först beskrevs av Dall 1908.  Cnismatocentrum sakhalinensis ingår i släktet Cnismatocentrum och familjen Cnismatocentridae. Inga underarter finns listade i Catalogue of Life.